# Cellulosenitrat

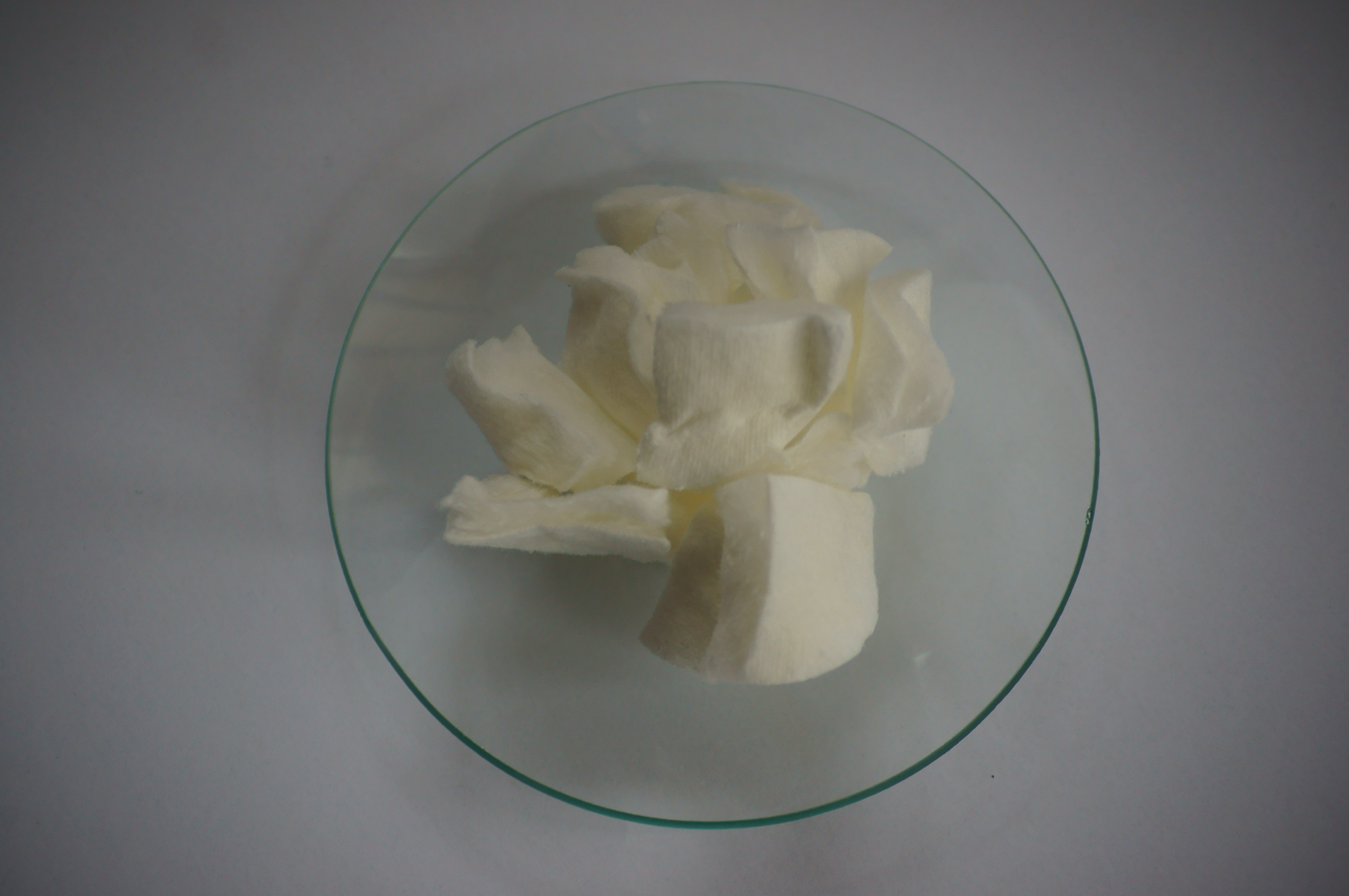

Cellulosenitrat (auch Zellulosenitrat) ist eine weiße, faserige, geruch- und geschmacklose Masse. Sie wird umgangssprachlich auch als Schießbaumwolle oder Nitrocellulose (oder Nitrozellulose) bezeichnet. Letztere Bezeichnungen sind wie auch „Nitroglyzerin“ gemäß der IUPAC-Nomenklatur falsch, denn es handelt sich nicht um eine RC–NO2-Bindung, wie es das Präfix „Nitro-“ verlangt, sondern um einen Salpetersäureester der Cellulose.
Cellulosenitrat kann in unterschiedlich weit salpetersäureveresterter Form, typisch als Di- oder Trinitrat  vorliegen.

## Geschichte
Die „Schießbaumwolle“ wurde 1846 sowohl von Christian Friedrich Schönbein als auch unabhängig davon im selben Jahr von dem Chemiker Rudolf Christian Böttger hergestellt. Die erste Mitteilung von Schönbein erfolgte am 27. Mai 1846 vor der Basler naturforschenden Gesellschaft und findet sich so in den veröffentlichten Sitzungsprotokollen. Von beiden wiederum unabhängig stellte der Braunschweiger Professor Friedrich Julius Otto (1809–1870) im selben Jahr ebenfalls Schießbaumwolle her und veröffentlichte das Verfahren im Oktober des gleichen Jahres. 1849 gelang Wilhelm Lenk von Wolfsberg durch ein Stabilisierungsverfahren die Verwendung in Geschossen.

## Gewinnung und Darstellung
Cellulosenitrat wird in der chemischen Industrie durch Umsetzung von Cellulose mit Nitriersäure hergestellt. Formal gesehen handelt es sich um die Reaktion eines Alkohols mit einer Säure zu einem Ester. Der Stickstoffgehalt des herzustellenden Cellulosenitrats wird durch Zusammensetzung der Nitriersäure und die Reaktionsdauer geregelt. Bei einem Stickstoffgehalt > 12,75 % handelt es sich dann überwiegend um Cellulosetrinitrat (Schießbaumwolle), bei einem Gehalt < 12,75 % um Cellulosedinitrat (Kollodiumwolle).

Umsetzung von Cellulose zu Cellulosetrinitrat

Nach der Reaktion wird die restliche Nitriersäure mit Wasser ausgewaschen, bis das Cellulosenitrat den pH-Wert 7 annimmt, da sonst Spuren von restlicher Salpetersäure eine Selbstentzündung bewirken können. In früherer Zeit ist es in den Fabriken häufig zu Explosionen gekommen, da Verunreinigungen in den Fasern wie die als Nebenprodukt gebildeten Schwefelsäureester Spontanzersetzungen des Cellulosenitrats bewirkten. Erst 1864 entdeckte der Engländer Frederick Augustus Abel, dass sie durch eine feuchte Zerkleinerung im Papierholländer völlig stabilisiert werden kann.
In den Handel gelangt die Nitrocellulose zumeist in phlegmatisierter, angefeuchteter Form in Pappfässern. Als Anfeuchtungsmittel dienen dabei Wasser, Butanol, Ethanol oder Isopropanol. Daneben wird auch mit Weichmachern plastifizierte und pelletierte Ware angeboten.

## Eigenschaften

### Physikalische Eigenschaften
- Explosionstemperatur: ca. 3100 °C
- Bleiblockausbauchung: 37 cm3/g[8]
- Schlagempfindlichkeit: 3 N·m[9]
- Stickstoffgehalt: 14,14 % max. (theoretisch), praktisch 13,5 % max.
- Detonationsgeschwindigkeit: 6300 m/s
- Explosionswärme: 5475,75 kJ·kg−1
- Explosionsstärke (TNT-Äquivalent): 147 % von TNT
- Sauerstoffbilanz: −28,7 %[9] (13,4 % Stickstoffgehalt)[9]

### Chemische Eigenschaften
Cellulosenitrat verbrennt nach seiner Entzündung augenblicklich – auch bei Abwesenheit von Luftsauerstoff – mit gelblicher Flamme zu Kohlenstoffdioxid, Kohlenstoffmonoxid, Wasserdampf und Stickstoff. Bei der Verbrennung entsteht – anders als bei Schwarzpulver – keinerlei für das menschliche Auge sichtbarer Rauch, darum wird Cellulosenitrat auch als rauchloses Pulver bezeichnet.

## Verwendung

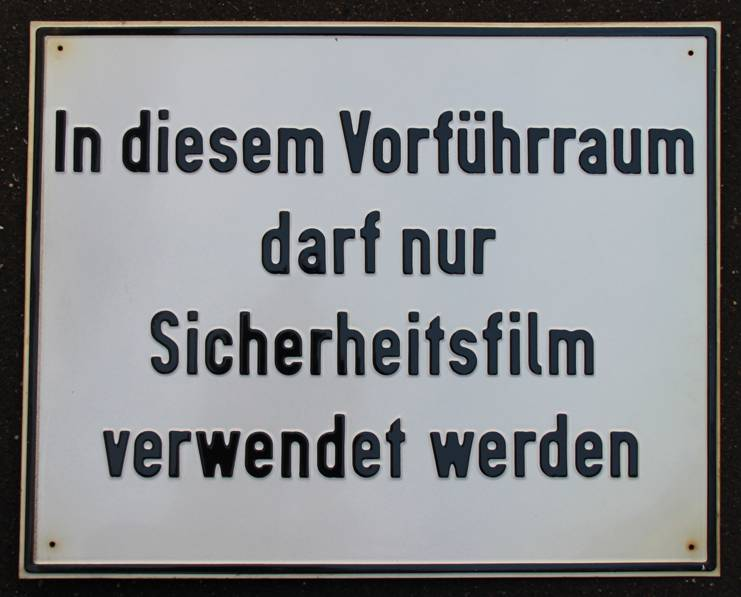
Schild im Vorführraum eines Kinos

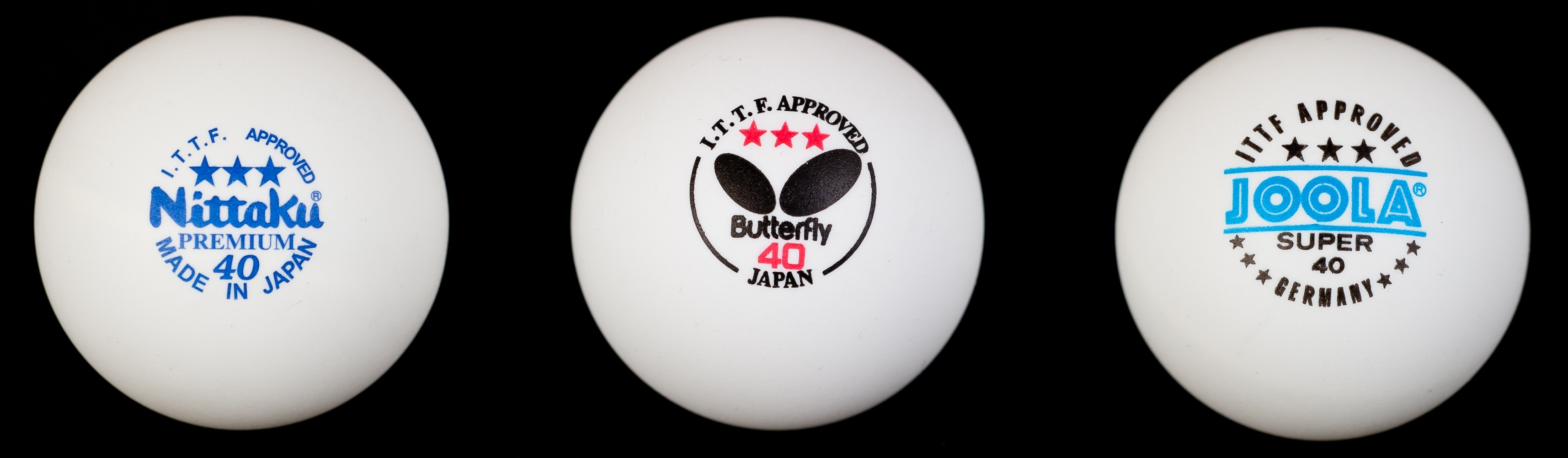
Tischtennisbälle aus Zelluloid, 40 mm Durchmesser (2012)

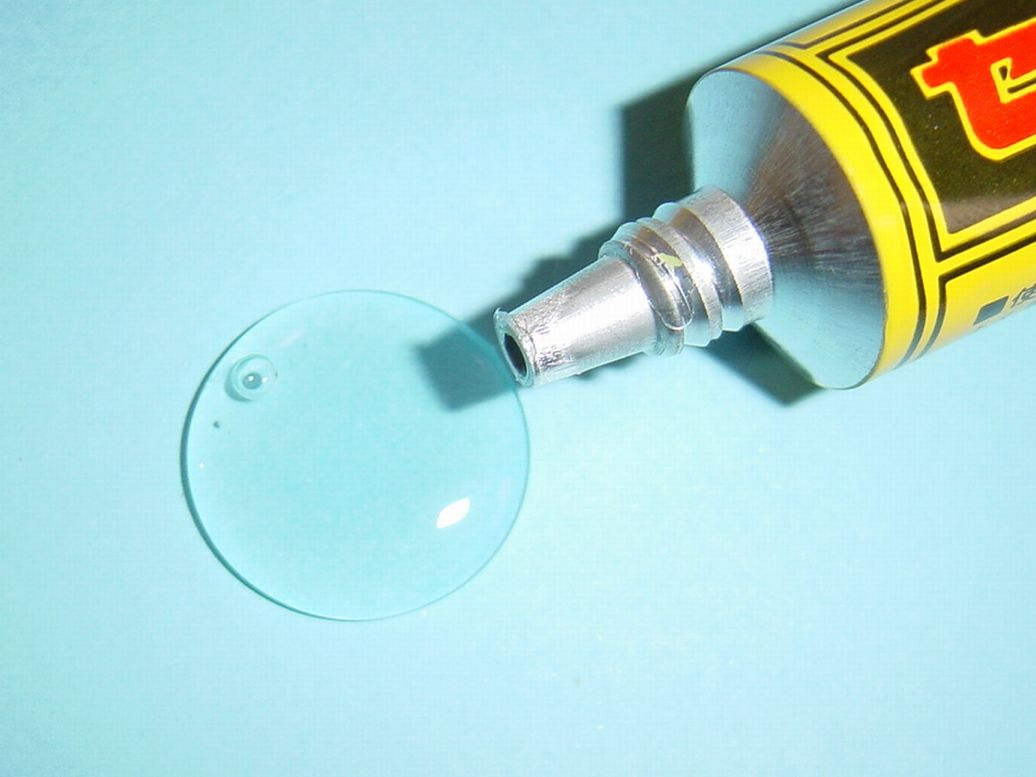
Kleber auf Cellulosenitratbasis (CN, Weichmacher, Lösemittel)

- Aus Cellulosenitrat wurde früher eine Kunstseide, die sogenannte Chardonnet-Seide hergestellt. Wegen ihrer Feuergefährlichkeit wurde die Produktion jedoch schnell wieder eingestellt.
- Durch Hinzufügen von Campher als Weichmacher entsteht aus Cellulosedinitrat Zelluloid (Kurzzeichen CN). Dieses Material war der erste thermoplastische Kunststoff und diente trotz seiner großen Feuergefährlichkeit als Werkstoff für eine Vielzahl von Produkten. Bis Anfang der 1950er Jahre wurde Zelluloid auch als Träger für fotografische Filme verwendet, bevor man ihn nach seinem Verbot 1951[10] konsequent durch Sicherheitsfilm ersetzte. Diese Verwendung ist heute noch ein großes Problem: Filmarchive aus dieser Zeit sind durch die Neigung des Materials zur Selbstentzündung und Explosion extrem gefährdet und müssen entsprechend gesichert werden. Noch heute werden einige Produkte aus Zelluloid hergestellt. Tischtennisbälle wurden aus Zelluloid gefertigt, bis ab 1. Juli 2014 etwa der DTTB Bälle aus weniger brennbarem Plastik verlangte.[11]
- In Aceton, Essigsäureethylester und anderen Lösungsmitteln gelöst kommt Cellulosedinitrat als das namensgebende Bindemittel in Nitrolack zum Einsatz. Da für die vielfältigen Anwendungsgebiete (z. B. Flexo- oder Tiefdruckverfahren, Leder- oder Holzlack) unterschiedliche Viskositäten der Nitrolacke erforderlich sind, wird bei Cellulosedinitrat durch Überdruckkochung in Autoklaven die Viskosität abgebaut.
- Cellulosenitrat ist auch Bestandteil von Zaponlack und Nagellack.
- Bei einigen Klebstoffen und Kitten wird Collodiumwolle als Bindemittel verwendet.
- Cellulosetrinitrat wird wegen seiner Raucharmut als Hauptbestandteil von rauchschwachem Schießpulver, Treibladungspulvern und Bergbausprengstoffen sowie als Komponente in Raketentreibstoffen verwendet. In der Pyrotechnik schätzt man die Raucharmut für Feuerwerkseffekte in geschlossenen Räumen. Es wird in vielen Formen in den Handel gebracht, wie zum Beispiel als Pyrowatte, -papier, -schnur, -flocken oder -chips, die sich durch ihr Abbrennverhalten unterscheiden. Pyropapier findet  oftmals für Spezialeffekte im Bereich der Zauberkunst Verwendung.[12]
- In der Molekularbiologie und Biochemie werden Membranen aus Cellulosenitrat bei verschiedenen Blotverfahren verwendet. Siehe: Southern Blot, Northern Blot, Western Blot.
- Bestandteil von Sprühpflastern

## Brände verursacht durch Zelluloidfilm
Bei folgenden Bränden spielte Film aus Zelluloid eine auslösende oder fördernde Rolle:
- Bazar de la Charité, Paris, 4. Mai 1897: Der Brand ging vom Filmprojektor (Drummondsches Licht mit Etherflamme) aus, 129 Tote.
- Filmlager-Brand in den 20th Century Fox Studios, 9. Juli 1937
- Cinémathèque Française, Abbrennen des Filmlagers, in der rue de Courcelles, im Juni 1959, Selbstentzündung an einem heißen Nachmittag.[10]
- Cinémathèque Française, Brand in einem provisorischen Filmlager in Le Pontel, am Stadtrand von Paris, in der Nacht auf den 3. August 1980 – Tausende Filme wurden vernichtet.[13][14][15]
- Festung Ehrenbreitstein, Brand in einem Filmmagazin des deutschen Bundesarchivs am 26. Januar 1988,[16] Selbstentzündung von Nitrofilm durch Ausfall bzw. Fehlfunktion der Klimaanlage

## Sicherheitshinweise
Hochnitrierte Schießbaumwolle kann bei Schlag, statischer Entladung und schnellem Erhitzen explodieren. Sie verbrennt infolge des hohen Sauerstoffgehalts unabhängig von der Luftsauerstoffzufuhr und kann daher nur mit geeigneten Mitteln, vor allem großen Mengen Wasser, gelöscht werden.
Dementsprechend wird auch Collodiumwolle und Produkte, welche zum Großteil aus dieser bestehen, überwiegend in Papier- oder Pappgebinden befördert und gelagert.
Bei der Einstufung zur Gefahrstoffkennzeichnung gemäß RL 67/548/EWG wurde in Anhang 1 bis zum Erscheinen der 31. Anpassung (16. Januar 2009) stofflich unterschieden zwischen den beiden Nitrierungsstufen „enthält bis 12,6 % Stickstoff“ (leichtentzündlich) und „enthält mehr als 12,6 % Stickstoff“ (explosionsgefährlich). Diese Unterscheidung ist seitdem entfallen; beide Einträge im Stoffkataster wurden zusammengefasst. In Fachkreisen wurde diese Neufassung erheblich kritisiert, zumal dazu keine zwingende Notwendigkeit zu erkennen ist.

## Trivia
- Im Science-Fiction-Roman Von der Erde zum Mond von 1865 von Jules Verne wird das zum Mond fliegende Geschoss (keine Rakete) durch 400.000 Pfund Schießbaumwolle beschleunigt.
- Johann Strauß widmete dem Stoff die Explosions-Polka (1847).

## Externe Links zu erwähnten Verbindungen
1. ↑  Externe Identifikatoren von bzw. Datenbank-Links zu Cellulosetrinitrat:  CAS-Nr.: 9046-47-3, Wikidata: Q4742505.